# Двір шипів та троянд
«Двір шипів і троянд» — серія фентезі романів для дорослих американської письменниці Сари Дж. Маас, яка починається з однойменного роману, випущеного в травні 2015 року. Історія розповідає про пригоди людини Фейри Арчерон після того, як вона потрапляє на територію фейрі за вбивство одного з них. А також описується епічна історія кохання та запекла боротьба, яка починається після того, як Фейра потрапляє до Прифії.
Цикл книг є бестселером New York Times. Очікується багатосерійна адаптація фентезі-роману, за розробку якого взявся Рональд Д. Мур

## Книги

### Головна серія
- Двір шипів і троянд (англ. A Court of Thorns and Roses) / 2015

Звичний світ головної героїні, дев'ятнадцятирічної Фейри, розколовся в той самий момент, коли на полюванні вона вбила фейрі, який перетворився у вовка. Доля ставить дівчину перед важким вибором: віддати своє життя і замовкнути навік або відправитися у вороже королівство, відокремлене від світу простих смертних, Прифію, де Фейрі належить зіткнутися з таємничим правителем двору весни — Темліном.
- Двір мороку і гніву (англ. A Court of Mist and Fury) / 2016

Фейра готується вийти заміж за свого коханого — Темліна. Однак щоночі її мучать жахіття. Темлін намагається убезпечити її, контролюючи кожний її крок, але дівчина не хоче ставати казковою принцесою. У цей час Різенд, Лорд Двору Ночі, нагадує про укладену між ними угоду. І тепер, коли над Прифією та землями людей нависла загроза жахливої війни, Фейра мусить вирішити, кому довіряти. На кону життя її сім'ї та доля всього світу. А в чарівному світі фейрі друзі можуть бути небезпечніші за ворогів. Тепер на Фейру очікує боротьба зі значно більшим злом, ніж вона могла собі уявити.
- Двір крил і руїн (англ. A Court of Wings and Ruin) / 2017

Фейра повертається до Двору Весни, рішуче налаштована дізнатись, що замислив Темлін і могутній, зловісний король Гайберну, який загрожує знищити Прифію. Однак, щоб цього досягти, вона спочатку зіграє в смертельно небезпечну гру. Один невірний крок може знищити не лише Фейру, а й увесь її світ. Боротьба з Гайберном у самісінькому розпалі, і силам добра доведеться вступити в союз із темними силами, якщо вони разом хочуть побороти найбільше зло.
- Двір холоду і зоряного сяйва (A Court of Frost and Starlight) / 2018

Фейра і Різ разом зі своїми друзями взялися відновлювати Двір Ночі та місто, що зазнало значних руйнувань під час війни. Наближається  Зимове Сонцестояння, а з ним і довгоочікуваний перепочинок. Однак попри святкову атмосферу тіні минулого не дають про себе забути. Фейра, яка святкуватиме своє перше зимове сонцестояння, виявляє, що близькі їй люди постраждали набагато сильніше, ніж можна було очікувати, і це може вплинути на майбутнє Двору і всього їхнього світу…
- Двір срібного полум'я (A Court of Silver and Flames) / 2021

Неста, сестра Фейри, Верховної правительки Двору ночі, після занурення в котел, знаходить силу, незрозумілу і непідвладну їй самій. Вона не знає, як впоратися з цим даром, але мудрі родичі наставляють її на шлях істинний і відправляють в Будинок вітру освоювати стародавнє військове мистецтво валькірій, винищених повністю в боях минулого. Тим часом Бріалліна вступає в союз з Косфеєм, істотою, непідвладним смерті. Вона заволодіває одним з трьох магічних артефактів зі Скарбниці жахів і здатна тепер підпорядкувати своїй волі будь-якого смертного. Щоб їй протистояти, потрібно знайти два інших артефакту давнини

### Додатково
- Книжка-розмальовка «Двір шипів і троянд» (2017)[2]

## Створення
Спочатку Маас задумувала серію як рітейлінг казок «Красуня і чудовисько», «На схід від сонця і на захід від місяця» та «Там Лін». Ці казки надихнули авторку, хоча в кінцевому підсумку це не був повноцінний переказ казок.
Вона почала писати «Двір із шипів і троянд» на початку 2009 року. На чорновий варіант твору знадобилося близько п'яти тижнів.
Перший варіант «Court of Mist and Fury» написаний повністю з розділеної точки зору між Фейрою і Різом. Другий варіант зазнав кількох змін назв розділів, зокрема Двір вітру та каменю, Двір спокою та люті, Двір зірок і диму, Двір крил і зірок, Двір отрути та срібла та Двір зірок та холоду. Другий роман заснований на міфах про Аїда та Персефону (Різанд і Фейра, та їхній дім у Дворі Ночі). Інші джерела натхнення від казок включають Гензель і Гретель, які породили персонажа Ткача, і Книгу Виходу, яка частково надихнула частину передісторії для Міріам і Дракона.

## Нагороди
| Рік  | Публікація       | Робота                          | Категорія                                                                | посилання |
| ---- | ---------------- | ------------------------------- | ------------------------------------------------------------------------ | --------- |
| 2015 | Bustle           | Двір шипів і троянд             | 25 найкращих книг YA 2015 року                                           | [ 8 ]     |
| 2015 | BuzzFeed         | Двір шипів і троянд             | 32 найкращі фентезі-книги 2015 року                                      | [ 9 ]     |
| 2018 | BuzzFeed         | Двір крил і руїн                | 28 найкращих книг YA, випущених у 2017 році                              | [ 10 ]    |
| 2018 | Cosmopolitan     | Двір холоду і зоряного сяйва    | 71 найкраща книга 2018 року                                              | [ 11 ]    |
| 2021 | Business Insider | Серія «Двір із шипів і троянд». | 23 найкращі серії фентезі, які варто прочитати прямо зараз               | [ 12 ]    |
| 2021 | Business Insider | Двір шипів і троянд             | 21 найкраща романтична книга для молоді, яку варто прочитати у 2021 році | [ 13 ]    |
| 2015 | PopSugar         | Двір шипів і троянд             | Найкращі книги YA 2015 року                                              | [ 14 ]    |
| 2016 | PopSugar         | Двір мороку і гніву             | Найкращі книги YA 2016 року                                              | [ 15 ]    |
| 2017 | PopSugar         | Двір крил і руїни               | Найкращі романтичні книги YA 2017 року                                   | [ 16 ]    |
| 2021 | Wired            | Двір шипів і троянд             | 36 найкращих фантастичних книг, які варто прочитати кожному              | [ 17 ]    |